# Банан райский
Бана́н ра́йский (лат. Musa × paradisiaca) — многолетнее травянистое растение, вид рода Банан (Musa) семейства Банановые (Musaceae). В дикой природе не распространено. Является культигеном — гибридом банана заострённого (Musa acuminata), банана Бальбиса (Musa balbisiana) и реже банана Маклая (Musa maklayi).

## Ботаническое описание
Травянистое растение высотой 4—7 (иногда до 9) метров. Ствол короткий.
Листья мощные, отходят от ствола, покрытые коричневыми пятнами, длиной более 2 метров. Во влагалищах образуется ложный стебель (многослойная трубка).
Соцветие напоминает огромную кисть, прорастает через ложный стебель. Прицветники длиной 15—20 см, яйцевидной формы, вогнутые, тёмно-красного цвета, несколько мясистые. Цветки однополые. Цветоножка толстая. Тычинок 5.

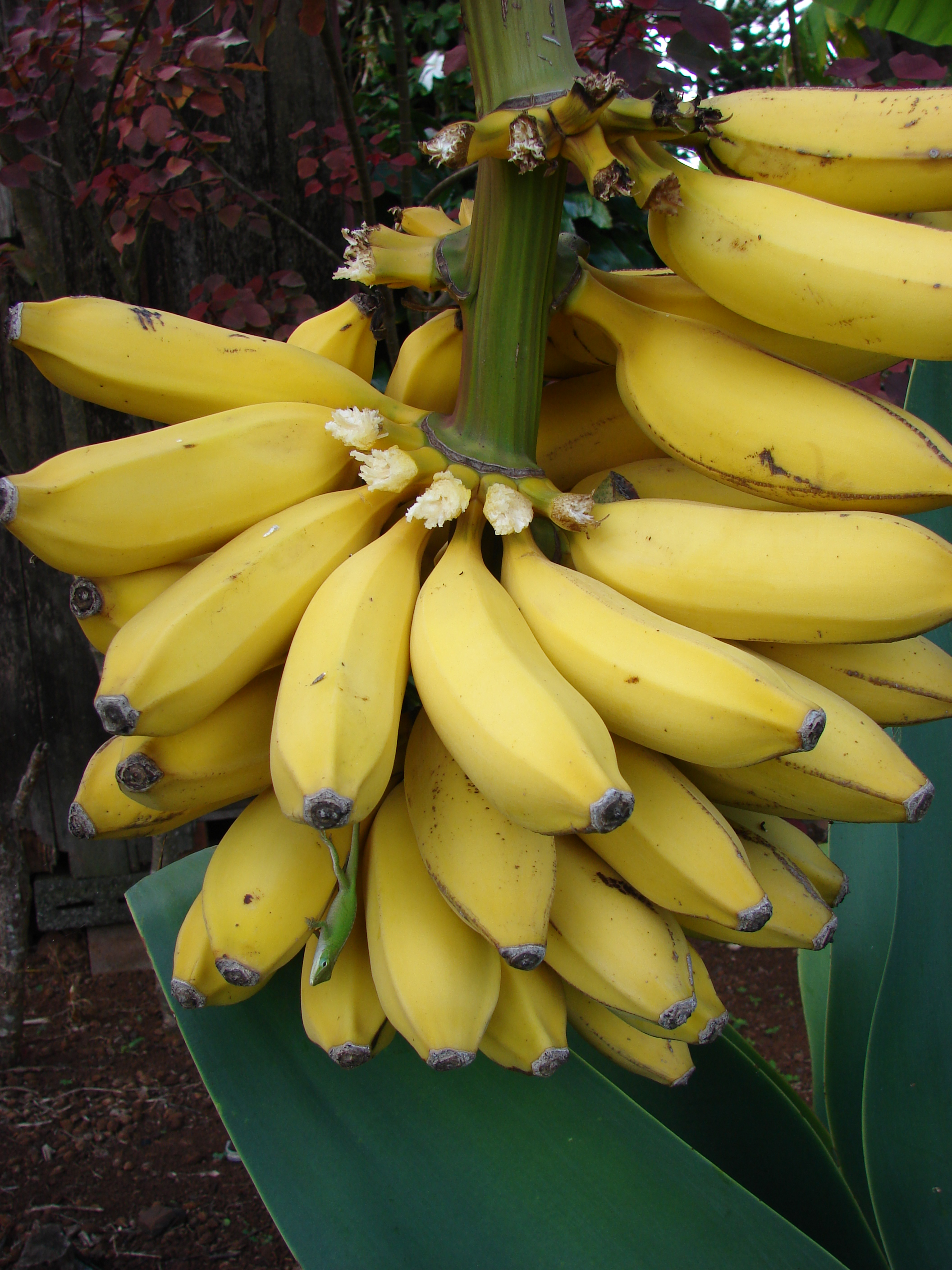
Плоды

Плод многосемянный, ягодовидной формы, с толстой шкурой. Длина плода у культурных форм 19—20 см, диаметр 3—5 см, в большинстве случаев не имеет семян и размножается вегетативно. На одной оси может находиться до 300 плодов. Их общая масса составляет 50—60 кг. Надземная часть отмирает после плодоношения.

## Экология и применение
Банан райский — важнейшее культурное растение в странах Африки. Плоды собирают несозревшими и оставляют дозревать в прохладных помещениях.
Плод на 40% состоит из кожуры и на 60% — из мучнистой сладкой мякоти. Семена у культурных форм отсутствуют. Аромат различается в зависимости от изовалерианового, изоамилового и уксусно-изоамилового эфиров. В мякоти содержится 1,5% протеина, 25% сахарозы, различные ферменты, витамины C, B2, PP, E и провитамин A, крахмал, яблочная кислота, минеральные соли калия и биологические активные вещества[какие?]. Благодаря наличию последних банан райский рекомендуется принимать при заболеваниях слизистых оболочек рта, внутренних кровотечениях, язве желудка, язвенных колитах, энтеритах. Соли калия способствуют выведению жидкости из организма.
Плоды также используются при диетическом питании. Листья прикладывают к ожогам. Зола корней способствует выведению глистов из организма, ножки плодов выводят свиного солитёра. Тем не менее банан не употребляют при повышенной кислотности желудочного сока.